# Perseverance
Rover Perseverance (slovensko Vztrajnost) z vzdevkom Percy je rover v velikosti avtomobila, zasnovan za raziskavo kraterja Jezero na Marsu v okviru Nasine misije Mars 2020. Izdelali so ga v Laboratoriju za reaktivni pogon. Robot je bil izstreljen 30. julija 2020 ob 11:50 UTC. Potrditev o uspešnem pristanku na Marsu je bila prejeta 18. februarja 2021 ob 20.55 UTC.
Robot ima podobno, a močno izboljšano konstrukcijo kot njegov predhodnik, Curiosity. Na Mars je ponesel 7 merilnih naprav, zaznavo okrog sebe mu omogoča 19 kamer, vozniki pa lahko okolico poslušajo z dvema mikrofonoma. S sabo je ponesel tudi helikopter Ingenuity, ki bo kot prvi zrakoplov poletel na drugem planetu.
Njegovi cilji so iskanje Marsovih habitatov, ki bi bili sposobni gostitve življenja, in iskanja možnih oblik življenja v teh ekosistemih. Vozilo bo tudi zbralo nekaj vzorcev kamnin in z njihovo pomočjo preučilo možnosti oksidacije atmosfere z namenom priprave na misije s posadko.

## Ozadje
Navkljub medijsko odmevnem pristanku roverja Curiosity je bil v tistem času Nasin Marsov raziskovalni program v veliki negotovosti. Zaradi zmanjšanja proračuna je morala Nasa odstopiti od načrtovanega sodelovanja z Evropsko vesoljsko agencijo (ESA), ki je vsebovala misijo z roverjem. Poleti 2012 so celo ugotovili, da nimajo odobrenih misij po letu 2013, čeprav so se roverske misije zvrstile vsake 2 leti.
Po uspehih roverja Curiosity in desetletnih raziskavah je Nasa decembra 2012 na konferenci Ameriške geofizične zveze izjavila, da bo do leta 2020 znova zagnala Marsovo kampanjo. Čeprav so načrtovalci sprva oklevali pri shranjevanju večjega števila vzorcev, je Nasa v poročilu shranjevanje vzorcev potrdila.
Ime robota je bilo izbrano na nacionalnem tekmovanju z več kot 28.000 prijavami s strani Thomasa Zurburchna, sodelavca Nasinega direktorata za znanstvene misije. Zmagal je predlog sedmošolca Alexandra Mathra. Ta je bil kasneje skupaj z družino povabljen na izstrelitev roverja v Kennedyjev vesoljski center. Mathrov esej (v angleščini) se je glasil:
| Izvirni esej Alexandra Mathra (v angleščini) | Slovenski prevod |
| --- | --- |
| Curiosity. InSight. Spirit. Opportunity. If you think about it, all of these names of past Mars rovers are qualities we possess as humans. We are always curious, and seek opportunity. We have the spirit and insight to explore the Moon, Mars, and beyond. But, if rovers are to be the qualities of us as a race, we missed the most important thing. Perseverance. We as humans evolved as creatures who could learn to adapt to any situation, no matter how harsh. We are a species of explorers, and we will meet many setbacks on the way to Mars. However, we can persevere. We, not as a nation but as humans, will not give up. The human race will always persevere into the future. | Radovednost. Vpogled. Duh. Če pomislite, vsa ta imena prejšnjih Marsovih roverjev so značilnosti, ki jih imamo ljudje. Vselej smo radovedni in iščemo priložnosti. Imamo duha in vpogled za raziskavo Lune, Marsa in vsega, kar je za njima. Toda če so roverji naša največja kvaliteta, smo pozabili na najpomembnejše. Vztrajnost. Ljudje smo bitja, ki smo se naučili bivati v vsakih vremenskih pogojih. Smo potomci raziskovalcev in na poti na Mars bomo marsikdaj stopili korak nazaj. Toda, mi smo vztrajni. Mi, ne kot narod, ampak kot vrsta, ne bomo obupali. Ljudje bomo zmeraj vztrajno strmeli v prihodnost. |

## Zgradba
Roverjeva zasnova temelji na njegovem predhodniku, roverju Curiosity. Oba imata podobno šasijo, pristajalni in elektroenergetski sistem ter potovalni način. Pristajalni sistem in kolesa so bila prenovljena in okrepljena, saj so se predhodnikova med potovanjem po Marsu precej poškodovala. Na Vztrajnosti to predstavljajo debelejša in trpežnejša platišča iz aluminija, ki so ožja, ampak imajo večji premer (50,5 cm). Znotraj platišč so titanove napere za blaženje udarcev in vlečne kljuke. Robot ima tudi nameščeno robotsko roko v dolžini 2,1 metra, ki vsebuje tehnologijo za zbiranje, vzorčenje in shranjevanje geoloških vzorcev. Roka je sestavljena iz petih segmentov.
Modificirani pogonski sistem, večji instrumenti in boljši spomin naredi sondo težjo, saj ta tehta 1025 kg, kar proti masi sonde Curiosity (899 kg) pomeni 14-% povečanje.
Sisteme poganja radioizotopični termoelektrični generator (MMRTG, multi-mission radioisotope thermoelectric generator), ki kot vir goriva uporablja 4,8 kg plutonijevega 238 oksida. Ta ima razpolovno dobo 87,7 leta in ob razpadu oddaja toploto. Toplota se pretvori v električno energijo, ki je imela ob zagonu približno 110 W. Moč se bo zmanjševala skupaj z iztrošnjo njegovega vira. MMRTG polni dve litij-ionski bateriji, ki nadzorujeta vse aktivnosti roverja. Prednost take vrste pogona je neodvisnost od Sonca in delovanje ponoči in med peščenimi nevihtami.
Celoten sistem in potek procesov nadzoruje robustni RAD750 proizvajalca BAE Systems, ki temelji na procesorju tipa PowerPC 750CXe. Ta teče pri 133 MHz. Robotov začasni spomin ima kapaciteto 128 megabajtov. Programska oprema je napisana v operacijskem sistemu VxWorks v programskem jeziku C. Ta lahko dostopa do 4 gigabajtov trajnega spomina.
Rover z Zemljo komunicira s pomočjo plovila v Marsovi orbiti in treh anten. Primarna antena je ultrafrekvenčna in sondi pošilja podatke s hitrostjo približno dva megabita na sekundo; sonda pa ima vgrajeni še dve počasnejši anteni za komunikacijo. 

### Eksperiment s helikopterjemIngenuity
Z roverjem Perseverance potuje tudi helikopter Ingenuity. Napaja se s pomočjo sončeve energije in tehta okrog 1,8 kg; v višino pa meri okrog 49 cm. Njegov prelomni eksperimentalni polet po pokazal stabilnost ozračja, hkrati pa bo služil kot roverjev izvidnik. Dron bo moral za potrditev poskusa preživeti 30 marsovih noči, kjer temperature padejo tudi do -90°C. Helikopter polege kamere nima drugih senzorjev ali komponent. 19. aprila ob 6:46 EDT je helikopter izvedel prvi kontrolirani polet na drugem planetu. Poletel je 3 metre visoko in se na tej višini zadrževal približno 30 sekund.

## Senzorji in merilne naprave
Nasa je za senzorje, merilne naprave in druge komponente obravnavala skoraj 60 predlogov. 31. julija 2014 je objavila seznam sedmih merilnih naprav, ki bodo nameščene na Perservancu. To so:
- Planetarni instrument za rentgensko litokemijo (PIXL, Planetary instrument for X-Ray lithochemistry) za natančno določanje elementarne zgradbe Marsovih površinskih kamnin.[33][34]
- Georadar za Marsove podzemne eksperimente (RIMFAX, Radar imager for Mars' subsurface experiment)  za prikazovanje gostote tal, kamninskih slojev, prikritih rudnin, odkrivanja meteoritov in ledu ter vode do globine približno 10 metrov. Zagotovila ga je Norveška obrambna razvojna enota (FFI, Forsvarets forskningsinstitutt).[35][36][37]
- Dinamični analizer marsovega okolja (MEDA, Mars enviroment dynamics analyser) za meritve Marsoveih temperatur, vetrov, tlaka, vlažnosti, sevanja in prašnih delcev. Nasi je bil dobavljen s strani španskega Centra za astrobiologijo (Centro de Astrobiología).[38]
- Marsov kisikov ISRU[op 2] eksperiment (MOXIE, Mars Oxygen In-Situ Resource Utilization Experiment) je poskusni obrat za pridobivanje kisika iz Marsove atmosfere. Tovrstno napravo[op 3] bi lahko uporabili za potrebe človeških kolonij in sintezo raketnega goriva.[39]
- SuperCam, komplet instrumentov ki omogoča slikanje in kemijsko analiziranje kamnin in regolita. Sistem temelji na sistemu, ki ga je imel Curosity, vendar ima Perservance dva laserja in štiri spektrometre. Ti mu bodo omogočili zaznavo sledi življenja in njegovih znakov. Pri razvoju sistema so sodelovali Raziskovalni inštitut za astrofiziko in planetologijo v Franciji, Francoska vesoljska agencija, Univerza na Havajih in Univerza v Valladolidu v Španiji.[40]
- Mastcam-Z, stereoskopski slikovni sistem z možnostjo povečave. K temu sistemu sodi še kalibracijski sistem, ki je prav tako nadgrajena različica kalibracijskih sistemov za kamere prejšnjih robotov. Razvil ga je Inštitut Niels Bohr z univerze v Kopenhagnu.[41] Sistem ima keramično sivo lestvico s sedmimi odtenki z znano odbojnostjo, senčnik in kompas za prikaz smeri Sonca. Med vsakim odtenkom je vinjeta, ki simbolizirajo planete Osončja, človeške figure in evolucijo življenja na Zemlji. Na plošči, na kateri je kalibracijski sistem postavljen, je tudi napis: »Dva sveta, en začetek«. Na njenem dnu so tudi dodatna sporočila v sedmih svetovnih jezikih.[op 4] Na njih je pisalo:

Ali smo sami? Tu smo prišli, da bi iskali znake življenja in zbrali vzorce za preučevanje na Zemlji. Vsem, ki sledijo, želimo srečno potovanje in veselje odkrivanja.

## Odprava na Mars
Rover je bil izstreljen 30. julija 2020 ob 11.50 UTC z nosilno raketo Atlas V iz Lansirnega kompleksa 41 na Cape Carnevalu na Floridi. V kraterju Jezero na Marsu je pristal sedem mesecev kasneje in tam pričel s svojimi nalogami. Uspešen pristanek je bil svetu oznanjen 18. februarja 2021 ob 20.55 UTC, pri tem je signal za pot od Marsa do Zemlje potreboval 11 minut. Rover je pristal na 18°26′41″N 77°27′03″E / 18.4447°N 77.4508°E, približno 1 kilometer od središča 7 km širokega pristajalnega območja.